# Jean-Jacques Goullin
Pour les articles homonymes, voir Goullin.
Jean-Jacques Goullin ou Goulin, né en 1757 (ou 1756) à Saint-Domingue et mort le 12 juin 1797 à Bussière-Poitevine près de Saint-Barbant (Haute-Vienne), est un révolutionnaire actif à Nantes durant la Terreur.  

## Biographie

### Sous l'Ancien Régime
Fils de Jacques Symphorien (ou Simphorien) Goullin, propriétaire d'une sucrerie et capitaine de milice de Fort-Dauphin, et d'Anne Françoise Mellet (ou Mallet), Jean-Jacques Goullin appartient à une famille de négociants nantais, installés à Saint-Domingue dans la région de Fort-Dauphin où un lieu-dit (« Goulin ») porte encore aujourd'hui le nom de cette ancienne famille de colons. Il a dix-sept ans quand il rentre à Nantes. Son père y meurt en 1785, lui laissant des revenus substantiels qu'il dilapide.
Sa sœur Anne Marthe Joséphine Goullin, née à Fort-Dauphin, le 17 mars 1764, partie en France pour son éducation, y revient en 1783 avec son mari.

### Pendant la Révolution
À demi ruiné à la veille de la Révolution, il est un ardent partisan de la Révolution et devient un des chefs des sans-culottes nantais durant la Terreur. 
Durant la période où Nantes est sous la direction de Jean-Baptiste Carrier, représentant en mission de la Convention (octobre 1793-février 1794), il est l'un des principaux membres du Comité révolutionnaire de Nantes. 
Le 9 octobre 1793, il est désigné comme membre du conseil municipal dirigé par Jean-Louis Renard, en place jusqu'en novembre 1794.
Il est associé aux noyades des prisonniers qui ont lieu à cette époque dans la Loire. 
Lors du procès des membres du comité révolutionnaire, en novembre 1794, il parvient à convaincre les juges de la culpabilité principale de Carrier pendant la terreur à Nantes et obtient l'acquittement. Des autres membres du comité, seuls Jean Pinard et Michel Moreau-Grandmaison sont condamnés à mort en même temps que Jean-Baptiste Carrier. 
La Convention s'émeut de l'acquittement de la plupart des membres du comité et demande leur renvoi devant le tribunal d'Angers. Mais ce procès en seconde instance semble ne jamais s'être tenu car nul n'en a trouvé trace dans les archives judiciaires de cette ville,
Libéré en décembre 1795, Jean-Jacques Goullin meurt dans la misère, à l'âge de 39 ans, dans la Haute-Vienne, chez le président de l'administration municipale de Saint-Barbant, un prêtre défroqué et marié nommé Jean-François Desbordes qui s'était intéressé à lui. L'historien Alfred Lallié a retrouvé son acte de décès à Bussière-Poitevine daté du 12 juin 1797.